# Crozetulus
Crozetulus is een geslacht van spinnen uit de  familie van de Anapidae (Dwergkogelspinnen).

## Soorten
- Crozetulus minutus Hickman, 1939
- Crozetulus rhodesiensis Brignoli, 1981
- Crozetulus rotundus (Forster, 1974)
- Crozetulus scutatus (Lawrence, 1964)